# Röicks socken
Röicks socken (estniska: Reigi kihelkond, tyska: Kirchspiel Roicks) var en socken på norra Dagö i det historiska landskapet Wiek (Läänemaa). Socknen etablerades 1627 och dess ursprungliga kyrkby var Röicks by (estniska: Reigi, tyska: Roicks). Röicks socken var hem för de estlandssvenskar som 1781 utvandrade till Ukraina och grundade Gammalsvenskby.
Byarna i Röicks socken som hade en svensktalande befolkning före utvandringen till Ukraina var Röicks kyrkby, Muddas/Mutas (estniska: Muddaste)), Kiddas (estniska: Kidaste), Malmas (estniska: Malvaste), Sigalet (estniska: Sigala), Koidma, Takne (estniska: Tahkuna), Melis (estniska: Meelste), Kaust (estniska: Kausta), Kotsta (estniska: Kodeste), Tarris (estniska: Tareste) och Åkernäs (estniska: Ogandi), samt enstakagårdarna Kaivapella (estniska: Kaibaldi) och Kanapex (estniska: Kanapeeksi).